# نوح بن منصور الساماني

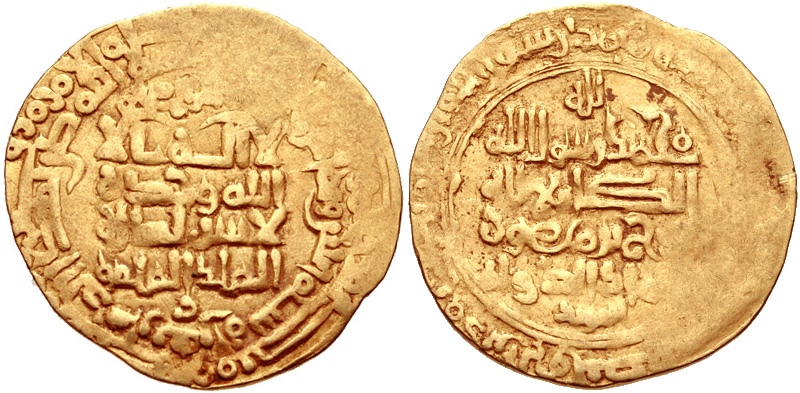
دينار سك في هراة سنة 382هـ في عهد المنصور الساماني.

نوح بن منصور الساماني (353-387هـ / 964-997م) هو أمير من الدولة السامانية التي كانت تحكم ما وراء النهر.
هو نوح بن منصور بن نوح بن نصر الساماني، أبو القاسم، ويلقب بالرضى. وُليَ بعد وفاة أبيه (سنة 366هـ) وهو صبي. قال الزركلي: «لم تسكن الفتن مدة ولايته إلا قليلا. وكان موفقا في قمعها، عزيز الجانب، مطاعا». وتوفي في بخارى في رجب. خلفه ابنه منصور بن نوح.